# Nieoficjalne mecze piłkarskie reprezentacji Wysp Owczych w piłce nożnej mężczyzn
Mimo że reprezentacja Wysp Owczych w piłce nożnej istnieje już od 1930 roku federacja piłkarska zwana po farersku Fótbóltssamband Føroya została założona w 1979, a przynależność do FIFA w 1988. Wcześniej rozgrywano mecze towarzyskie lub w ramach rozgrywek organizowanych przez zespoły niezrzeszone z FIFA, do jakich zalicza się na przykład Island Games. Swój ostatni mecz, który można by nazwać nieoficjalnym, rozegrano w 1991, kiedy Wyspy Owcze pokonały w finale Island Games Anglesey na Wyspach Alandzkich.

## Imprezy
Wiele meczów rozegranych przez Wyspy Owcze było spotkaniami towarzyskimi, już wtedy jednak reprezentacja ta brała udział w różnych imprezach międzynarodowych.

Pierwszą z nich był Adam Shield rozgrywany między rokiem 1935 a 1967. Uczestniczyły w nim Wyspy Owcze i Szetlandy. Pierwsze dwa rozegrały się w latach 1935 i 1948, następne zaś od 1951 rozgrywane były co dwa lata. Ośmiokrotnie wygrywały Wyspy Owcze, dwa razy Szetlandy. Ostatnia edycja wygrana została przez Farerczyków co pozwoliło im zachować tarczę - trofeum turnieju. Później nie rozegrano już ani jednego meczu w ramach Adam Shield.

Drugim był North Atlantic Cup rozgrywany między Orkadami, Wyspami Owczymi i Szetlandami w latach 1968–73, w którego czterech edycjach Farerczycy wygrali trzy mecze, jeden zremisowali i cztery przegrali.

Ostatnią z imprez były Island Games, w których Wyspy Owcze wystąpiły dwa razy w 1989 jako organizator i w 1991. Obie imprezy wygrali Farerczycy. W Island Games reprezentacja Wysp Owczych rozegrała swe ostatnie spotkania poza FIFA.

## Lista nieoficjalnych meczów
Wyspy Owcze rozegrały 64 mecze nieoficjalne. Przegrali 28 razy, a osiem razy doprowadzili do remisu.
| 29 czerwca 1991 | Wyspy Owcze | 2:0 | Anglesey | Wyspy Alandzkie · |
|                 |             |     |          |                   |

| 26 czerwca 1991 | Wyspy Owcze | 5:3 | Jersey | Wyspy Alandzkie · |
|                 |             |     |        |                   |

| 25 czerwca 1991 | Wyspy Owcze | 3:2 | Grenlandia | Wyspy Alandzkie · |
|                 |             |     |            |                   |

| 24 czerwca 1991 | Wyspy Owcze | 3:0 | Szetlandy | Wyspy Alandzkie · |
|                 |             |     |           |                   |

| 13 czerwca 1991 | Wyspy Owcze | 0:3 | Szwecja (olimpijska) | Wyspy Owcze · |
|                 |             |     |                      |               |

| 11 czerwca 1991 | Wyspy Owcze | 1:2 | Szwecja (olimpijska) | Wyspy Owcze · |
|                 |             |     |                      |               |

| 14 kwietnia 1991 | Wyspy Owcze | 2:2 | Islandia (U-21) | Wyspy Owcze · |
|                  |             |     |                 |               |

| 1 marca 1991 | Wyspy Owcze | 1:3 | Norwegia (olimpijska) | Portugalia · |
|              |             |     |                       |              |

| 27 lutego 1991 | Wyspy Owcze | 2:2 | Finlandia (olimpijska) | Portugalia · |
|                |             |     |                        |              |

| 12 czerwca 1990 | Szetlandy | 0:2 | Wyspy Owcze | Szetlandy · |
|                 |           |     |             |             |

| 12 lipca 1989 | Wyspy Owcze | 7:1 | Wyspy Alandzkie | Wyspy Owcze · |
|               |             |     |                 |               |

| 8 lipca 1989 | Wyspy Owcze | 3:0 | Grenlandia | Wyspy Owcze · |
|              |             |     |            |               |

| 7 lipca 1989 | Wyspy Owcze | 4:0 | Szetlandy | Wyspy Owcze · |
|              |             |     |           |               |

| 6 lipca 1989 | Wyspy Owcze | 6:0 | Anglesey | Wyspy Owcze · |
|              |             |     |          |               |

| 12 lipca 1985 | Islandia | 1:0 | Wyspy Owcze | Islandia · |
|               |          |     |             |            |

| 10 lipca 1985 | Islandia | 1:0 | Wyspy Owcze | Islandia · |
|               |          |     |             |            |

| 11 czerwca 1985 | Szetlandy | 0:1 | Wyspy Owcze | Szetlandy · |
|                 |           |     |             |             |

| 7 sierpnia 1984 | Wyspy Owcze | 4:2 | Grenlandia | Wyspy Owcze · |
|                 |             |     |            |               |

| 5 sierpnia 1984 | Wyspy Owcze | 1:0 | Grenlandia | Wyspy Owcze · |
|                 |             |     |            |               |

| 1 sierpnia 1984 | Wyspy Owcze | 0:0 | Islandia | Wyspy Owcze · |
|                 |             |     |          |               |

| 8 sierpnia 1983 | Islandia | 6:0 | Wyspy Owcze | Islandia · |
|                 |          |     |             |            |

| 3 lipca 1983 | Grenlandia | 2:3 | Wyspy Owcze | Grenlandia · |
|              |            |     |             |              |

| 29 czerwca 1983 | Grenlandia | 0:0 | Wyspy Owcze | Grenlandia · |
|                 |            |     |             |              |

| 21 czerwca 1983 | Wyspy Owcze | 1:1 | Dania (U-21) | Wyspy Owcze · |
|                 |             |     |              |               |

| 2 sierpnia 1982 | Wyspy Owcze | 0:4 | Islandia | Wyspy Owcze · |
|                 |             |     |          |               |

| 1 sierpnia 1982 | Wyspy Owcze | 1:4 | Islandia | Wyspy Owcze · |
|                 |             |     |          |               |

| 5 lipca 1981 | Wyspy Owcze | 2:2 | Szetlandy | Wyspy Owcze · |
|              |             |     |           |               |

| 4 lipca 1981 | Wyspy Owcze | 4:1 | Szetlandy | Wyspy Owcze · |
|              |             |     |           |               |

| 2 lipca 1981 | Wyspy Owcze | 3:0 | Szetlandy | Wyspy Owcze · |
|              |             |     |           |               |

| 2 lipca 1980 | Wyspy Owcze | 6:0 | Grenlandia | Islandia · |
|              |             |     |            |            |

| 30 czerwca 1980 | Islandia | 2:1 | Wyspy Owcze | Islandia · |
|                 |          |     |             |            |

| 10 lipca 1979 | Orkady | 3:4 | Wyspy Owcze | Orkady · |
|               |        |     |             |          |

| 16 czerwca 1976 | Wyspy Owcze | 1:6 | Islandia | Wyspy Owcze · |
|                 |             |     |          |               |

| 23 czerwca 1975 | Islandia | 6:0 | Wyspy Owcze | Islandia · |
|                 |          |     |             |            |

| 3 lipca 1974 | Wyspy Owcze | 2:3 | Islandia | Wyspy Owcze · |
|              |             |     |          |               |

| 18 czerwca 1973 | Orkady | 2:1 | Wyspy Owcze | Orkady · |
|                 |        |     |             |          |

| 13 czerwca 1973 | Szetlandy | 5:1 | Wyspy Owcze | Szetlandy · |
|                 |           |     |             |             |

| 8 czerwca 1973 | Islandia | 4:0 | Wyspy Owcze | Islandia · |
|                |          |     |             |            |

| 12 lipca 1972 | Islandia | 3:0 | Wyspy Owcze | Islandia · |
|               |          |     |             |            |

| 25 czerwca 1972 | Wyspy Owcze | 6:2 | Szetlandy | Wyspy Owcze · |
|                 |             |     |           |               |

| 20 czerwca 1971 | Wyspy Owcze | 1:1 | Orkady | Wyspy Owcze · |
|                 |             |     |        |               |

| 15 lipca 1970 | Szetlandy | 3:0 | Wyspy Owcze | Szetlandy · |
|               |           |     |             |             |

| 10 lipca 1970 | Orkady | 2:4 | Wyspy Owcze | Orkady · |
|               |        |     |             |          |

| 19 lipca 1969 | Wyspy Owcze | 2:1 | Szetlandy | Wyspy Owcze · |
|               |             |     |           |               |

| 21 lipca 1968 | Wyspy Owcze | 0:3 | Islandia B | Wyspy Owcze · |
|               |             |     |            |               |

| 14 lipca 1968 | Wyspy Owcze | 0:2 | Orkady | Wyspy Owcze · |
|               |             |     |        |               |

| 21 lipca 1967 | Islandia B | 2:1 | Wyspy Owcze | Islandia · |
|               |            |     |             |            |

| 2 lipca 1967 | Wyspy Owcze | 1:0 | Szetlandy | Wyspy Owcze · |
|              |             |     |           |               |

| 19 lipca 1964 | Wyspy Owcze | 1:3 | Islandia B | Wyspy Owcze · |
|               |             |     |            |               |

| 29 czerwca 1963 | Szetlandy | 2:3 | Wyspy Owcze | Szetlandy · |
|                 |           |     |             |             |

| 3 sierpnia 1962 | Islandia B | 10:0 | Wyspy Owcze | Islandia · |
|                 |            |      |             |            |

| 20 sierpnia 1961 | Wyspy Owcze | 6:1 | Szetlandy | Wyspy Owcze · |
|                  |             |     |           |               |

| 18 sierpnia 1959 | Szetlandy | 1:4 | Wyspy Owcze | Szetlandy · |
|                  |           |     |             |             |

| 29 lipca 1959 | Wyspy Owcze | 2:5 | Islandia B | Wyspy Owcze · |
|               |             |     |            |               |

| 21 lipca 1957 | Wyspy Owcze | 4:1 | Szetlandy | Wyspy Owcze · |
|               |             |     |           |               |

| 9 lipca 1955 | Szetlandy | 1:0 | Wyspy Owcze | Szetlandy · |
|              |           |     |             |             |

| 14 lipca 1953 | Wyspy Owcze | 5:0 | Szetlandy | Wyspy Owcze · |
|               |             |     |           |               |

| 9 lipca 1951 | Szetlandy | 2:7 | Wyspy Owcze | Szetlandy · |
|              |           |     |             |             |

| 29 lipca 1948 | Wyspy Owcze | 4:1 | Szetlandy | Wyspy Owcze · |
|               |             |     |           |               |

| 16 czerwca 1935 | Szetlandy | 5:2 | Wyspy Owcze | Szetlandy · |
|                 |           |     |             |             |

| 29 lipca 1930 | Wyspy Owcze | 0:1 | Islandia | Wyspy Owcze · |
|               |             |     |          |               |

| 14 czerwca 1930 | Szetlandy | 3:0 | Wyspy Owcze | Szetlandy · |
|                 |           |     |             |             |

| 12 czerwca 1930 | Szetlandy | 1:1 | Wyspy Owcze | Szetlandy · |
|                 |           |     |             |             |

| 10 czerwca 1930 | Szetlandy | 5:1 | Wyspy Owcze | Szetlandy · |
|                 |           |     |             |             |

### Bilans
Bilans nieoficjalnych meczów międzynarodowych z poszczególnymi reprezentacjami narodowymi: